# Стюарт, Иэн
Иэн Эндрю Роберт Стюарт (англ. Ian Andrew Robert Stewart; 18 июля 1938, Питтенуим, Файф, Шотландия — 12 декабря 1985, Лондон) — шотландский клавишник, один из основателей группы The Rolling Stones. Покинув основной состав в мае 1963 года (бытует версия, что новый продюсер Эндрю Луг Олдхэм счёл имидж мягкого и аккуратного Иэна неподходящим для нового, «грязного» образа группы, который он хотел противопоставить «чистеньким» The Beatles; есть также версия, что Олдхэм решил просто сократить состав Rolling Stones), он тем не менее сотрудничал с группой в качестве гастрольного менеджера и клавишника.
Стюарт также участвовал в записи песен группы Led Zeppelin «Rock and Roll» для альбома Led Zeppelin IV и «Boogie With Stu» для Physical Graffiti.
В 1971 году он участвовал в записи альбома The London Howlin' Wolf Sessions американского блюзового исполнителя Хаулина Вулфа. Помимо него в записи принимали участие Эрик Клэптон, Ринго Старр, Клаус Вурман, Стив Уинвуд, а также Билл Уаймэн и Чарли Уоттс.
В конце 70-х — начале 80-х Стюарт играл в группе Rocket 88, в состав которой входили Алексис Корнер, Джек Брюс, Боб Холл, Колин Смит, Джон Пикар, Дик Морриси и Дон Веллер.
Он также принял участие в записи альбома Джорджа Торогуда Bad To The Bone.

В начале декабря 1985 года Иэн Стюарт почувствовал себя плохо. 12 декабря пошёл в клинику. Неожиданно случился сердечный приступ, и он скончался, не дождавшись своей очереди на приём к врачу:
Он умер от инфаркта в сорок семь лет. Я ждал его в тот день после обеда в отеле "Blakes" в районе Фулхэм-роуд. Мы собирались встретиться после его похода к врачу. И примерно в три часа ночи накануне звонит Чарли. «Собираешься встречаться со Стю?» Я говорю, да. «Короче, не придет он» — это так Чарли решил сообщить мне новости. (Кит Ричардс, «Жизнь»).